# Postkurs
Der Postkurs (auch: Poststraße, Postlinie, Postroute) bezeichnet eine Altstraße, die hauptsächlich von Postreitern und später von Postkutschen zur Beförderung von Postsendungen genutzt wurde, ebenso wie den darauf laufenden Postverkehr.

## Postkurse
Ganz Mitteleuropa war in der frühen Neuzeit bis zum Bau des Eisenbahnnetzes von einem ganzen Netz von Postlinien durchzogen. Ein paar exemplarische Strecken: 

### Von Innsbruck nach Mechelen
Der 1490 eingerichtete Niederländische Postkurs von den Niederlanden nach Innsbruck und Italien führte durch das spätere Rheinhessen, zunächst am Rhein entlang und schon vor dem Jahr 1500 quer durch das Rheinhessische Hügelland. Als frühe Postorte werden Rheinhausen gegenüber von Speyer (1495, 1499 und 1506), Flonheim (1506), Bobenheim bei Worms (1540), Hangen-Weisheim (1561) und Wöllstein (1563) genannt. An den Poststationen wurden Reitpferde für die Postreiter und Postreisende, später, nach Einführung der Postkutschen auch für die Postillone der Postkutschen bereitgehalten, damit diese ohne größere Rast ihre Postsendungen zum Empfänger, bzw. ein Kollege die Sendungen zur nächsten Übergabestelle bringen konnte. Nach dem Postvertrag von 1516 betrug die Beförderungszeit für einen Brief von Brüssel nach Innsbruck per Estafette nur noch fünf Tage.
Auch in Bingen (1664) und Mainz (1616) wurden Poststationen an weiteren Strecken der von den Taxis, später Thurn und Taxis betriebenen Kaiserlichen Reichspost eingerichtet.

### Von Antwerpen nach Venedig

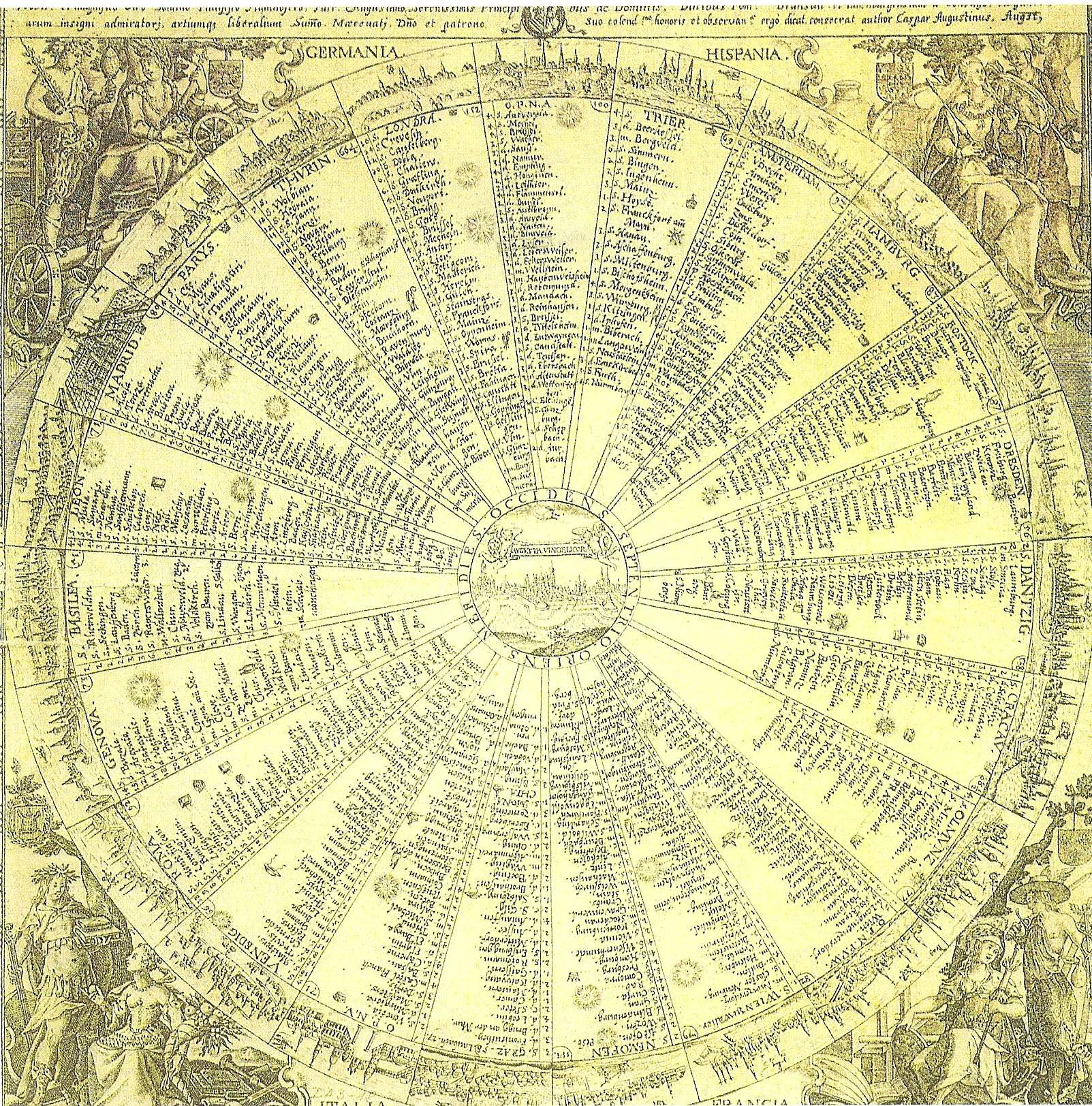
Augsburger Meilenscheibe von 1629 mit den Postkursen
Augsburg – Brüssel – Antwerpen
Augsburg – Trient – Venedig
und Augsburg – Prag – Wien

Dieser Postkurs ist bis auf die Verlängerungen nach Antwerpen und Venedig identisch mit dem Niederländischen Postkurs, der die Niederlande mit Italien verband. Eine Auflistung der frühen Poststationen von Brüssel bis Trient siehe unter Liste der Poststationen des Niederländischen Postkurses. Ab Trient verlief der Kurs nach Venedig nach den Angaben auf der Jüngeren Augsburger Meilenscheibe des Kaspar Augustin aus dem Jahre 1629 über El Barga (= Borgo), Elgrimm (= Grigno?), Caperne (= Crespano?), Bassano, Castel Franco, Dorfis (= Treviso?), Mestre und Marghera, bevor er Venedig erreichte.

### Von Leipzig über Johanngeorgenstadt nach Karlsbad
Johanngeorgenstadt war in das Poststraßensystem des Kurfürstentums Sachsens einbezogen. An diese Zeit erinnert die Distanzsäule von 1728 vor dem Postamt in der Neustadt, die Ganzmeilensäule Nr. 56 gegenüber dem Pulverturm und der Viertelmeilenstein Nr. 55 im Ortsteil Steinbach, die beide von 1725 stammen. Ferner gibt es in der Umgebung der Stadt mehrere königlich-sächsische Meilensteine, die in den Jahren ab 1858 aufgestellt worden sind, so z. B. am alten Postkurs von Auerbach/Vogtl. über Carlsfeld und Wildenthal nach Johanngeorgenstadt.

### Von Bremen nach Hamburg
Die königlich-schwedische Regierung erteilte am 5. Juli 1665 die Genehmigung für einen regelmäßigen Fahrpostverkehr zwischen Bremen und Hamburg über Osterholz und Bremervörde. Eine weitere Postlinie bestand nach Cuxhaven über Burt, Osterholz, Hagen, Lehe, über das Land Wursten über Dorum.

### Von Berlin nach Hamburg
Die „Alte Hamburger Poststraße“ von Berlin (Oranienburger Tor) nach Hamburg (Preußisches Posthaus), die 1654 auf Geheiß von Kurfürst Friedrich Wilhelm auf dem alten Pilgerweg von Berlin zum „Wunderblut Wilsnak“ angelegt wurde, verlief von Berlin, über Hennigsdorf, Bötzow, über den Krämer, Flatow, Linum, Fehrbellin, Wusterhausen/Dosse, Kyritz, Perleberg, Nebelin, Lenzen, Lübtheen und Boizenburg  nach Hamburg.
Von September 1656 an verkehrte die fahrende Post zwischen Berlin und Hamburg.
Im gesamten Verlauf dieser Poststraße von insgesamt 38 Meilen von Berlin bis Hamburg verlaufen auf preußischem Gebiet 23 Meilen. In Lenzen steht auf dem Marktplatz der 2004 restaurierte und am Originalstandort wieder aufgestellte Meilenstein mit der Position „22 Meilen bis Berlin“. Da sich in Lenzen der Postkurs von Berlin nach Hamburg mit dem Postkurs von Magdeburg vereinigt, markiert dieser Meilenstein gleichzeitig die Position „18 Meilen bis Magdeburg“. Der Verlauf der „Alten Hamburger Poststraße“ auf preußischem Gebiet ist in kaum einem Abschnitt mit heute bedeutsamen Verkehrsverbindungen identisch.
Diese Streckenführung wurde 1830 endgültig aufgegeben, nachdem die „Neue Hamburger Chaussee“, die heutige B 5, fertiggestellt wurde.

### Von Stuttgart nach Bad Urach
Seit 1598 unterhielt die Postlinie Stuttgart – Bad Urach in Neckartailfingen eine Poststation.

## Verzeichnis der Postkurse

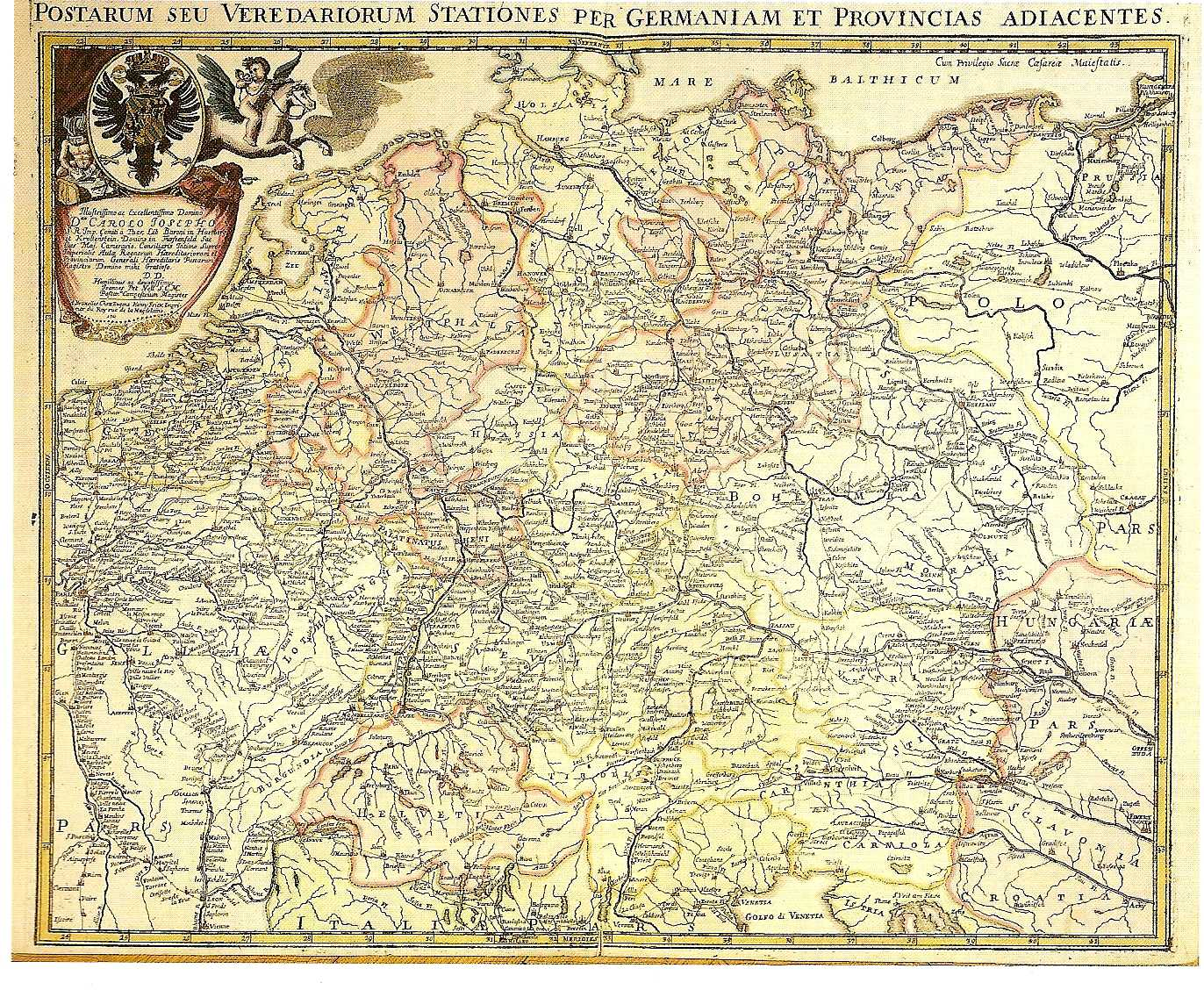
Postkurse 1711

Im 18. und besonders im 19. Jahrhundert – vor der Entwicklung des Eisenbahnnetzes und des Automobilbaus – beförderte die Post in Mitteleuropa nicht allein Briefe (und ähnliche Sendungen), sondern vor allem auch Personen, Reisende. Die Fahrstrecken der Post wurden als Postkurs bzw. Postcours bezeichnet. In den „Verzeichnissen der Postcourse“ wurden – vergleichbar mit einem Fahrplan bzw. Kursbuch – die Abfahrtszeiten, die Fahrtdauer, die Haltepunkte, die Entfernungen und die Preise veröffentlicht.
Dem Berliner Kalender auf das Schaltjahr 1836, herausgegeben von der königlich-preußischen Kalender-Deputation, ist das Beispiel eines Postkurs-Verzeichnisses entnommen.
1. Auf der ersten Seite wurden unter der Überschrift „Verzeichnis der Postcourse, wie solche im Julius 1835 vorhanden sind“ allgemeine Angaben gemacht:

„Im nachfolgenden Verzeichnisse sind die sämmtlichen Course der Fahr-, Reit- und Schnell-Posten enthalten. – Man findet vor jedem Post-Course die Abgangszeit der Posten. Die Ankunftszeit im Endpunkte des Courses ist dabei ebenfalls angegeben. Die Preise der Plätze auf den Diligencen und Schnellposten sind nach der verschiedenen innern Einrichtung der Wagen nicht durchgängig gleich, indeß beträgt das für jede Person zu entrichtende Postgeld in der Regel nicht mehr als 7 ½ bis 10 Sgr. für jede Meile, wofür 10 bis 30 Pfund Reise-Effecten frei mitgenommen werden können. Die einem jeden Reisenden bei Bezahlung des Personengeldes zu ertheilende gedruckte Quitung enthält hierüber die jedesmaligen einzelnen Bestimmungen. Auf allen ordinairen drei- und vierspännigen Fahrposten, werden nur 6 Sgr. für die Person, auf eine Meile, incl. Postillon-Trinkgeld, entrichtet. Jeder Reisende auf der ordinairen Post, hat dagegen nur die Befugnis, in kleinen Reisebedürfnissen, 10 Pfund Sachen, den Mantel ungerechnet, frei mit sich zu nehmen, für welche keine Garantie geleistet wird, und die daher lediglich unter der Aufsicht des Reisenden bleiben. - Briefe und Pakete müssen wenigstens 1 Stunde vor dem Abgange der Posten, und wenn die Posten des Morgens abgehen, Abends vorher aufgegeben werden. – Die Ankunftszeit der Posten ist nach dem gewöhnlichen Gange derselben angesetzt; bei den Fahr-Posten kann man auf jede Meile bei gutem Wege 1 ½, bei schlechtem und im Winter, wohl bis 2 Stunden rechnen, wenn nemlich die Entfernung des Orts groß ist; bei Reit- und Schnell-Posten hingegen kann man, mit Einschluss der Expeditionszeit und des sonstigen Aufenthaltes, 3/4 bis höchstens 1 Stunde auf jede Meile annehmen. – Mit der Reit-Posten werden nur Briefe bis zum Gewicht von 2 Loth versandt, sollen aber Briefe von 2 oder mehreren Bogen und Beilagen fortgehen, so muss dies auf der Adresse mit dem Beisatz: mit der Reit-Post, bemerkt seyn, und wird alsdann ein höheres Porto als bei der Fahr-Post bezahlt.“

2. Von der zweiten Seite an sind unter der Überschrift „Die Preußischen Schnellpost-, Reitpost- und Fahrpost-Course und die mit denselben in unmittelbarer Verbindung stehenden ausländischen Post-Course.“ die einzelnen Strecken aufgeführt.
Das Verzeichnis umfasst 87 Seiten mit insgesamt 472 Strecken.
Als Beispiel sei die erste Strecke, der „erste Cours“, aufgeführt:

„No. 1. Von Aachen nach Cöln
a) Schnellpost: geht ab täglich 6 U. früh und 7 1/2 U. Ab., bis Jülich 3 1/2 M., Bergheim 2 3/4 M., Cöln 3 M. (9 1/4 M.), kommt an tägl. 2 U. Nachm. u. 3 ½ U. fr.; zurück aus Cöln tägl. 6 ½ U. fr. u. 8 U. Ab., in Aachen tägl. 2 ½ U. Nachm. u. 4 ½ U. fr.; Personengeld pr. Meile 10 Sgr., 30 Pfd. Gepäck frei.
b) Fahrpost: geht ab Mont., Mittw., Sonnab. 8 U. Ab., kommt an Dienst., Donnerst., Sonnt., 8 U. fr.; zurück aus Cöln Mont., Mittw., Freit. 5 U. Ab., in Aachen Dienst., Donnerst., Sonnab. 6 U. fr.; Personengeld pr. M. 8 ½ Sgr.
c) Reitpost: aus Aachen nach Cöln keine Post. Aus Cöln täglich 2 ½ U. Nachm., über Bergheim etc., welche in Aachen 11 U. Ab. eintrifft.“

3. Am Ende des Verzeichnisses ist eingetragen: „Revidirt und berichtigt beim Cours-Bureau des Königl. General-Post-Amts, im July 1835“.

## Philatelistisches
Mit dem Erstausgabetag 7. Mai 2020 gab die Deutsche Post AG in der Serie Europa ein Sonderpostwertzeichen als Blockausgabe Historische Postwege im Nennwert von 80 Eurocent heraus. Der Entwurf stammt vom Grafiker Michael Kunter aus Berlin.